# Jada Hart

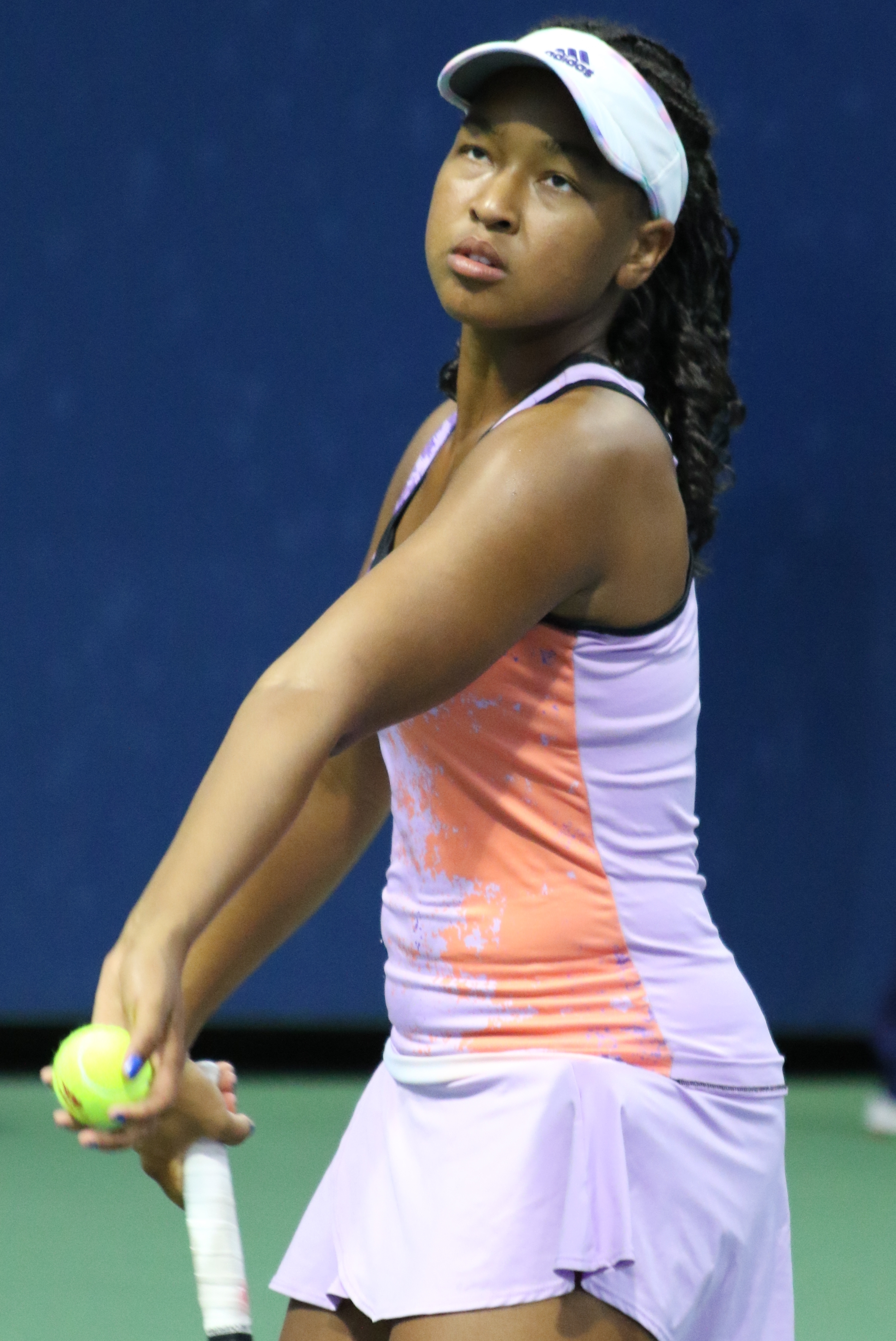
Jada Hart jogando tenis J

Jada Myii Hart (nascida em 19 de março de 1998) é uma jogadora norte-americadna de tênis.
Fez sua estreia na chave principal de duplas femininas, ao lado de Ena Shibahara, no Aberto dos Estados Unidos de 2016.